# 춘양초등학교 눌산분교
춘양초등학교 눌산분교는 경상북도 봉화군 법전면 눌산길 85(눌산리 1134-2)에 있었던 초등학교이다.

## 연혁
- 1960년 4월 1일 법전국민학교 눌산분교로 설립인가
- 1973년 3월 1일 눌산국민학교 개교
- 1975년 8월 27일 부지 400평 매입
- 1976년 5월 31일 3개 교실 증축 및 사택건립 1동
- 1987년 2월 17일 제13회 졸업식(총 343명)
- 1999년 3월 1일 춘양초등학교 눌산분교장으로 격하 편입(제 62회 총4,385명)
- 2009년 3월 1일 본교로 통폐합